# Carlos Mongelar
Carlos Mongelar war ein uruguayischer Fußballspieler.

## Verein
Mongelar, der im Angriff eingesetzt wurde, spielte 1917 für Universal in der Primera División. In jener Spielzeit belegte seine Mannschaft den dritten Tabellenplatz. Ferner gehörte er 1920 und 1921 dem Kader Peñarols an. Der Vizemeisterschaft des Jahres 1920 ließen die Aurinegros 1921 den Titelgewinn in der uruguayischen Meisterschaft folgen. Im selben Jahr gewannen sie die Copa Baltasar Brum und die Copa Albion.

## Nationalmannschaft
Mongelar war auch Mitglied der uruguayischen A-Nationalmannschaft. Insgesamt absolvierte er von seinem Debüt am 1. Oktober 1916 bis zu seinem letzten Spiel für die Celeste am 18. Juli 1917 drei Länderspiele. Dabei erzielte er zwei Tore.
Mongelar nahm mit der Nationalelf an der Südamerikameisterschaft 1917 teil, bei der Uruguay den Titel gewann. Im Verlaufe des Turniers kam er allerdings nicht zum Einsatz. Er wirkte jedoch mit der heimischen Nationalelf aktiv bei der Copa Gran Premio de Honor Uruguayo des Jahres 1917 mit.

## Erfolge
- Südamerikameister: 1917
- Uruguayischer Meister: 1921
- Copa Baltasar Brum: 1921
- Copa Albion: 1921